# Circuit du Houtland-Torhout
Le Circuit du Houtland-Torhout ou Circuit du Houtland-Thourout (en néerlandais : Omloop van het Houtland-Torhout) est une course cycliste belge disputée à Thourout (en néerlandais : Torhout), dans la province de Flandre-Occidentale. Epreuve disputée de 1932 à 1971.
Cette épreuve ne doit pas être confondue avec le Circuit du Houtland-Lichtervelde disputé à Lichtervelde de 1945 à aujourd'hui.

## Palmarès
| Année | Vainqueur             | Deuxième                | Troisième               |
| ----- | --------------------- | ----------------------- | ----------------------- |
| 1932  | Louis Duerloo         | Hector Van Rossem       | Pier Maertens           |
| 1935  | Pol Mertens           | Michel D'Hooghe         | Corneel Leemans         |
| 1936  | Kamiel Van Iseghem    | Leon Joris              | Léo Deryck              |
| 1937  | Frans Demondt         | Gaston Denys            | Frans Van Hassel        |
| 1938  | Julien Demolder       | Alfons Ghesquière       | Marcel Claeys           |
| 1939  | Georges Christiaens   | Joop Demmenie           | Richard Depoorter       |
| 1943  | André Maelbrancke     | André Declerck          | Fugeen Jacobs           |
| 1945  | Paul Wydooghe         | Roger Cnockaert         | André Pieters           |
| 1946  | Albert Sercu          | Arthur Mommerency       | Albert Ramon            |
| 1947  | Valere Ollivier       | André Declerck          | Albert Ramon            |
| 1948  | André Maelbrancke     | René Oreel              | Julien Van Dijcke       |
| 1949  | Roger Desmet          | Albert Decin            | Roger Cnockaert         |
| 1950  | Maurice Blomme        | Maurice Deschacht       | Omer Braeckeveldt       |
| 1951  | André Pieters         | Emmanuel Thoma          | Albert Ramon            |
| 1952  | Valère Ollivier       | René Oreel              | Roger Desmet            |
| 1953  | André Maelbrancke     | Emiel Van der Veken     | Willem Labaere          |
| 1954  | Maurice Blomme        | Arthur Mommerency       | Julien Plovie           |
| 1955  | Roger Devoldere       | Gilbert Desmet          | Marcel De Mulder        |
| 1956  | Jan De Valck          | Jozef Parmentier        | Gerard Buyl             |
| 1957  | Florent Rondelé       | Leon Van Daele          | Roger Rosselle          |
| 1958  | Roger Devoldere       | Lucien Mathys           | André Noyelle           |
| 1959  | Leon Van Daele        | Noël Fore               | Gabriel Borra           |
| 1960  | Leon Van Daele        | Gilbert Desmet          | Piet Rentmeester        |
| 1961  | Florent Van Pollaert  | Georges Decraeye        | Piet Rentmeester        |
| 1962  | Oswald Declercq       | Albert Van D'Huynslager | Gustaaf Van Vaerenbergh |
| 1963  | Oswald Declercq       | Joseph Schils           | Gustave Desmet          |
| 1964  | Guido Reybroek        | Joseph Schils           | Roland Aper             |
| 1965  | Eddy Merckx           | Leon Verkinderen        | Marcel Bostoen          |
| 1966  | Leopold Van Den Neste | Gilbert De Smet         | Robert De Middeleir     |
| 1967  | Georges Smissaert     | Roland Van De Rijse     | Eddy Van Audenaerde     |
| 1968  | Gustave Desmet        | Gérard David            | Georges Smissaert       |
| 1969  | Noël Vantyghem        | Hubert Hutsebaut        | Willy Primo             |
| 1970  | Noel Van Clooster     | Jean-Pierre Monseré     | Willy Planckaert        |
| 1971  | Etienne Buysse        | Rudy De Groote          | Ronny Van De Vijver     |